# Fiery Cross Atoll
Fiery Cross Atoll (chinesisch 永暑礁, Pinyin Yǒngshǔ Jiāo oder auch Fiery Cross Reef; Filipino: Kagitingan; vietnamesisch: Đá Chữ Thập) ist ein Atoll der Spratly-Inseln im Südchinesischen Meer.
Das Atoll wird, wie einige andere Spratly-Inseln, von der Volksrepublik China kontrolliert – die Philippinen, Vietnam und die Republik China erheben im Rahmen der Territorialkonflikte im Südchinesischen Meer ebenfalls Anspruch auf die Insel.

## Geografie
Das weitgehend versunkene Atoll, dessen Riffe eine rundliche Form bilden, hat eine Gesamtfläche von 105 km², die maximale Ausdehnung der Riffformationen hat von Nordost nach Südwest eine Länge von 25,5 km und eine Breite von 7,6 km. Die zahlreichen Riffe und Sandbänke liegen bei Flut weitgehend unter dem Wasserspiegel. Die Lagune ist nur schwach erkennbar und hat eine Tiefe von 14,6 m bis zu 39 m. Bei Ebbe ragt am südwestlichen Rand des Atolls ein Riff (9° 33′ N, 112° 53′ O) ca. 1 m über die Wasseroberfläche, im Nordosten ein weiteres ca. 0,6 m. Yongshu Jiao liegt gut 1370 km vom chinesischen Festland und 1020 km vom Hafen Yulin Gang bei Sanya auf der Insel Hainan entfernt. Auf einer gedachten Linie von Taiping Dao bis Nanwei Dao (南威岛, Spratly Island) liegt die Insel etwa in der Mitte.

## Geschichte
Die Regierung der Republik China hatte die Insel 1935 erstmals offiziell mit einem chinesischen Ortsnamen, Shizi Huojiao (十字火礁) belegt, der durch einen weiteren Erlass der Regierung im Jahr 1947 zu ihrem heutigen Namen geändert wurde.
Im März 1987 beschloss das Ozeanographische Komitee der UNESCO, dass China in seinem Auftrag die Ozeanographische Beobachtungsstation Nr. 74 errichten solle. Im folgenden Jahr wählte die chinesische Regierung Yongshu Jiao für diesen Zweck aus und errichtete Hoheitszeichen sowie auf fünf Riffen insgesamt zehn Leuchtfeuer (航标灯), Türme mit einer jeweiligen Höhe von 7 m und einem Durchmesser von 1,8 m.
1988 wurde der südwestliche Felsen, an dem es Guano-Vorkommen gibt, auf knapp 9000 m² ausgebaut und ein Marineüberwachungsstützpunkt mit Militärhafen und einer ständigen Garnison von 200 Marinesoldaten der Chinesischen Volksbefreiungsarmee errichtet. Hinzu kamen Anpflanzungen von Kokospalmen, Banyanbäumen und Nadelhölzern.
Seit 2011 ist die Insel Sitz des Oberkommandos der chinesischen Seestreitkräfte im Gebiet der Nansha-Inseln, ausgerüstet mit Einrichtungen zur Datenübertragung via Satellit, Radaranlagen, Artillerie und mehreren MG-Stützpunkten. China Mobile hat Yongshu Jiao und das sie umgebende Seegebiet an das chinesische Handy-Netz angeschlossen. Auf der Insel ist die ozeanographische Beobachtungsstation der UNESCO in dauerhaftem Betrieb. Darüber hinaus gibt es ein zweistöckiges Wohngebäude und ein 500 m² großes Gewächshaus für den Gemüseanbau.
In der zweiten Jahreshälfte 2014 ließ die Volksrepublik China die Insel um eine drei Kilometer lange und bis zu 300 Meter breite Sandaufschüttung erweitern. Es entstanden ein Flugfeld mit Start- und Landebahn, ein Ausbau des bestehenden Hafens sowie erweiterte Küstenschutzmauern. Es ist nach dem Ausbau von Chigua Jiao, Huayang Jiao und Nanxun Jiao die insgesamt vierte künstliche Inselerweiterung, die von China unter den Nansha-Inseln vorgenommen wurde.
Bis Februar 2015 war die Fläche der künstlichen Insel bis auf rund 230 Hektar angewachsen und übertraf damit die größte natürliche aller Spratly-Inseln, Taiping Dao, um das Fünffache.
Es bestehen Pläne für das gesamte über 25 Kilometer lange Atoll.

## Ausbau
2015 bis 2017 baute die VR China mit großem Aufwand das Atoll aus: Hafen, Flughafen und militärische Einrichtungen wurden errichtet.
Die Luftwaffenstützpunkte auf den Spratly-Inseln, darunter Fiery Cross Atoll, und ein weiterer auf Woody Island auf den Paracel-Inseln, ermöglichen es chinesischen Militärflugzeugen, über einen Großteil des Südchinesischen Meeres zu operieren. Entsprechendes gilt für die Radarabdeckung.

## Verwaltung
Die VR China verwaltet die Insel als Teil der Stadt Sansha in der Provinz Hainan.
Die „hypothetische Großgemeinde“ Yongshu Jiao (永暑礁虚拟镇) gliedert sich in:
- die Hypothetische Einwohnergemeinschaft Yongshujiao (永暑礁虚拟社区); und das
- Dorf Meiji (美济村), auf Meiji Jiao.

Großgemeinde und Einwohnergemeinschaft sind vorläufig „hypothetisch“, da es auf Yongshu Jiao noch keine Zivilbevölkerung gibt und das Militärpersonal der zivilen Administration nicht untersteht. Da das Dorf Meiji aber bereits eine Zivilbevölkerung hat, dürfte der „hypothetische“ Zustand in naher Zukunft beendet werden.